# Blind Vaysha
Blind Vaysha (em francês: Vaysha, l'aveugle) é um filme animado em curta-metragem canadense de 2016 dirigido e escrito por Theodore Ushev e Géorgui Gospodinov. Foi lançado originalmente no Festival Internacional de Cinema de Berlim e foi incluído na categoria de "melhor curta-metragem" na lista Canada's Top Ten.

## Elenco
- Caroline Dhavernas - Narradora